# Сат, Олег Бадыевич
Олег Бадыевич Сат  (род. 24 мая 1972) — ведущий актер Национального музыкально-драматического театра Республики Тыва, заслуженный артист Республики Тыва (2009).

## Биография
Детские годы прошли в селе Хондергей. Окончив школу, в 1987—1990-х годах учился на актерском отделении Кызылского училища искусств. После окончания, в 1990 году, поступил Ленинградский государственный институт театра, музыки и кинематографии (ЛГИТМиК). В студенческие годы был солистом фольклорного ансамбля "Озум" под руководством Откуна Достая, в составе которого с концертами в Санкт-Петербурге, Москве, Голландии, Бельгии. Репертуар группы был записан в студии Ленфильм и выпущен в альбоме "ОZUM". В 1992 году ансамбль стал призером I Международного этномузыковедческого симпозиума "Хоомей — феномен культуры народов Центральной Азии". Олег Сат владеет стилями хоомей и борбаннадыр. После окончания Санкт-Петербургской государственной академии театрального искусства ( бывшего ЛГИТМиК), в 1994 году, был принят в труппу Национального музыкально-драматического театра РТ и работает по сей день. Он — любимец публики, талантливый артист, не раз признавался лучшим актером года.

## Роли[2]
- Главный герой в исторической драме «Сын синего неба»
- воин Кюльтегин в спектакле «Кюльтегин»
- Шыдаар-Бай в спектакле «Эгил, эжим, эгил!»
- Соруктуг в постановке «Оргул»
- Эдмунд — «Лир хаан»
- Лейтенант — «Херечизи – карангы дун» Чылгычы Ондара
- Сумасшедший немец — «Ынакшылдын уш хуну» Василия Быкова
- Арнольд — «Вы чье?..» Алексея Ооржака
- Уранктай в спектакле «Кым сен, Субедей-Маадыр?»
- Седип в легендарной постановке «Хайыраан бот»
- роль сына  в спектакле «Дурзу-Шоу»

## Награды и звания
- Почетная грамота Председателя Правительства Республики Тыва (2006)[3]
- Заслуженный артист Республики Тыва (2009)[4]

## Семья
Дочь — Хорагай. С третьего по шестой класс она занималась в театре танца «Эдегей», объездила в его составе всю Европу: Франция, Германия, Италия, Швейцария, Польша. Играла роль маленькой Кара в спектакле «Хайыраан бот», сыграла роль маленькой Бортэ в фильме «Тайна Чингис Хаана». Сын — Дагба-Доржу.